# فرنس سوچ
فرنس سوچ (به انگلیسی: Ferenc Szűts) ژیمناست زادهٔ ۱۶ دسامبر ۱۸۹۱ میلادی اهل کشور مجارستان است.